# Why? (만화)
《Why?》는 예림당에서 출간한 대한민국의 학습 만화로, 1980년대에 출간된 《왜?》가 그 전신이다. 과학, 인문사회, 한국사, 세계사, 인물, 인문고전 Why+ 등이 출간되고 있다.
현재는 과학판만 100권의 종류가 있다.
2008년에는 2000년대 초반에 그려진 과학 시리즈 1~13권을 새로 그려 개정판으로 출간했다.
(과학 시리즈의 경우) 이름이 고정되어 있으나 디자인은 에피소드에 따라서 유동적인 남녀 등장인물 '엄지(여성)'와 '꼼지(남성)', 그리고 전문적인 지식을 가진 캐릭터가 등장하는 것을 특징으로 한다. 이러한 전문적인 지식을 가진 캐릭터로는 가공의 박사 혹은 그를 돕는 캐릭터가 있다.

## 영향
중화인민공화국, 홍콩, 중화민국, 태국, 프랑스, 러시아, 인도네시아, 인도, 베트남, 일본 등의 국가에 저작권 수출을 했으며, 현재는 미국과 영어권 국가에 저작권 수출협의가 진행 중이다. EBS에서 스톱모션과 클레이 애니메이션으로 방영하기도 했으며, 와이파크라는 체험전도 만들어졌다.

### 사회적 영향
요르단과 사우디아라비아에서 아랍어 번역판으로 판매되었다. 요르단의 출판사 관계자 압드루 하만에 따르면 가격은 해당 국가에서 판매되는 어린이를 위하여 제작된 도서의 일반적인 가격과 비교할 시 2배 및 그것을 넘는 정도가 된다.

### 같은 보기
- Why?